# Huggmejsel

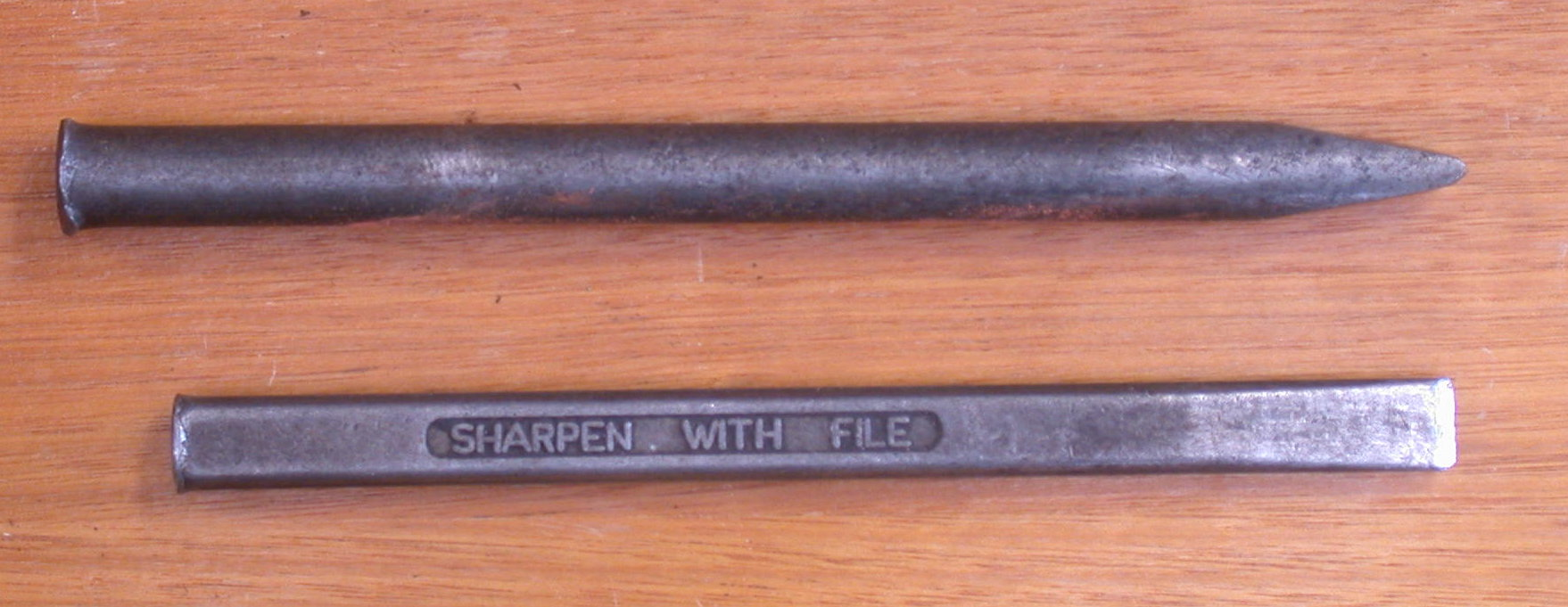
Två Huggmejslar för stenbearbetning

Huggmejsel är ett handverktyg som används vid grov- och finbearbetning av metall och sten. För bearbetning av sten finns olika mejslar beroende vad som önskas utföras. Som slagverktyg används någon form av slägga när man bearbetar arbetsstycken med huggmejsel.

## Olika mejslar
Huggmejsel är ett kilformigt eggverktyg av stål, som nyttjas för bearbetning av hårda ämnen (metaller, sten och dylikt), varvid det med slägga eller hammarslag drivs in i arbetsstycket för att sönderdela detta eller hugga ut smärre flisor eller spånor. Mejselns ena ända är härdad och har en egg med en skärvinkel om 45–70°; den andra, något bredare ändan är ohärdad för att kunna motstå hammarslagen utan att spricka. Den vanliga mejselns egg är rak och parallell med tvärsektionens längsta sida, kryssmejselns egg är vinkelrät mot denna. Skrotmejseln är en större mejsel försedd med öga och skaft. För olika ändamål används mejslar med halvrunda eller på annat sätt formade eggar. Mejslar för bearbetning av trä kallas stämjärn.
Skruvmejsel är ett mejselliknande verktyg, varmed skruvar, vilkas huvud för detta ändamål är försedda med spår, kan fästas eller lossas genom vridning.

## Historik
Mejseln uppträder redan under stenåldern, tillverkad av flinta och andra stenarter eller av ben och hjorthorn. Under bronsåldern är mejseln mycket vanlig. Den består av koppar eller brons. Alltefter eggens bredd och beskaffenhet skiljer man mellan bred-, smal- och hålmejslar av sten. De förstnämnda är egentligen endast små yxor. Bred- och smalmejslarna kan vidare vara rät- eller tvärmejslar, beroende på eggens läge i mittlinjen eller närmare ena bredsidan. Den eggen motsatta ändan, nacken, kan vara tjock eller smal. Praktfulla och välpolerade benmejslar av svin, nötkreatur, älg, kronhjort och rådjur ha anträffats i pålbyggnaden vid Alvastra. Unik är en mejsel av bävertand från samma plats. Sten- och benmejslar har hittats på många orter i norra och västra Europa samt i Siebenbürgen. Från bronsåldern härrör smalmejslar, nära besläktade med de samtida yxorna (skaftcelter och hålcelter). Eggen kan vara rät eller från sidan konkav. De förekommer överallt i Europa alltifrån bronsålderns första tid.